# Ocrepeira atuncela
Ocrepeira atuncela là một loài nhện trong họ Araneidae.
Loài này thuộc chi Ocrepeira. Ocrepeira atuncela được Herbert Walter Levi miêu tả năm 1993.